# TonoMax
José Gregorio Quezada Suero (Santo Domingo, República Dominicana, 27 de abril de 1989), conocido artísticamente como TonoMax, es un cantautor, y coordinador musical.
Es un artista de reguetón, pero también ha grabado en géneros como merengue.

## Biografía
Desde muy temprana edad mostró gran interés por la música cuando sus padres, Ramón Antonio Quezada y Pura Suero, a los 6 años de edad lo motivaron musicalmente al regalarle una tambora descubriendo su talento nato para la música en el área de la percusión.
Durante los años siguientes, se trasladó de su ciudad natal Santo Domingo a Santiago de los Caballeros, donde no siguió desarrollando sus habilidades como percusionista, sino que también descubrió que poseía talento como vocalista. Lo cual lo llevó a descubrir una nueva faceta en el mundo de la música que definiría su carrera.

## Comienzo de su carrera
Su primera experiencia como vocalista tuvo lugar en el festival MAX 2000, el primer festival de la voz en el municipio de tamboril, en la ciudad de santiago. Donde obtuvo el premio al segundo lugar a la edad de 10 años, lo que le brindó la oportunidad de grabar sus primeros sencillos “la chica del calenteo”, “solo y abandonado” y “la delincuencia”, los cuales fueron promocionados en la ciudad donde obtuvo el premio.
El éxito local de sus primeros temas, lo motivó y le dio la confianza de expandir sus fronteras llevando su música a distintas ciudades del país provocando gran auge en el género urbano de república dominicana.
En el año 2004 su talento impresionó a varios empresarios musicales, entre los cuales estaba con quien obtendría su primer contrato para grabar, producir y promocionar su primer éxito internacional llamado “Retumba”. El cual tuvo gran acogida por parte del público dominicano así como por el público extranjero, llevándolo a iniciar el rodaje de su primer video musical para dicho tema.
Su primer video tuvo un gran impacto en los medios televisivos, ya que por primera vez mostraba todo el carisma y el talento del artista que durante mucho tiempo invadía las emisoras de radio con su estilo único y su original personalidad. Todo esto llevó al rodaje de su segundo video musical en el año 2007, llamado “Falda corta” y su tercer video musical en el año 2009 “has cambiado”.

## Sus Sencillos
- (2001) La chica del calenteo
- (2001) Solo y abandonado
- (2001) La delincuencia
- (2004) Retumba
- (2004) Activao
- (2004) Soltando
- (2004) La feota
- (2005) Yo no se por que esto
- (2005) Ahora vengo ft Alexander 310
- (2006) No soy cubano
- (2007) La venganza
- (2007) El desahogo
- (2007) Playground Colaboration “Tirenme”
- (2008) Soy de barrio
- (2008) Eléctrica
- (2008) Me tienes mal
- (2009) No sigas
- (2009) Has cambiado
- (2009) Falda corta
- (2009) Remix
- (2010) Mami (merengue)
- (2010) Una vaina bien (merengue)
- (2010) Pal de galleta (merengue)
- (2010) La feota (merengue)
- (2010) Palomo to’ (merengue)
- (2010) Paleta (merengue)
- (2010) Ya te olvide (merengue)
- (2010) Seria de día (merengue)
- (2010) Te amo (merengue)
- (2010) Picante (merengue)

## Apariciones en Televisión
2008
- Sábado de Corporán
- 9x9 Roberto
- La opción de las 12
- Lumi, Cámara y acción
- Sábado Joven
- Sábado Chiquito

2009
- Como en casa
- Show de Nelson
- Irreverente
- De ruta con Vinil
- Amaneciendo con Carlos de San Juan
- Ventana a la fama
- Ritmo de hoy con Alberto mota
- La alegría de la tarde
- La fuerza del mediodía
- Lo mejor de Facenda
- Noche v.i.p.
- Gózalo!
- Al mediodía 55

- Datos: Q9088388